# Burg Uttendorf
Die Burg Uttendorf ist der Burgstall einer abgegangenen Höhenburg in der Gemeinde Helpfau-Uttendorf im Bezirk Braunau von Oberösterreich.

## Geschichte
An der Stelle der späteren Burg befand sich auch ein römisches Kastell. Zwischen 1040 und 1060 wurde die Burg erbaut, die damals eine der größten des Innviertels gewesen sein soll. Uttendorf ist bekannt als der Stammsitz der aus dem Passauer Raum stammenden Uttendorfer; 1150 urkundet ein Alramus de Utendorf. Die letzte Uttendorferin, Kunigunde, heiratete am 24. November 1303 Ludwig den Granns (Grams). Die Grans (Grannsei) blieben bis 1462 im Besitz der Burg. Dann verkaufte die letzte Grannsin Benigna Burg und Herrschaft an den Herzog Georg den Reichen von Bayern-Landshut, der hier ein Pfleggericht errichtet ließ. Zur Zeit des Landshuter Erbfolgekrieges von 1503 bis 1505 war Uttendorf einige Zeit in den Händen der Anhänger Herzog Alberts. Schloss und Markt erlitten dabei schwere Schäden. 1534 schenkten die Bayernherzöge den Besitz der Bürgerschaft von Uttendorf. Von den bayerischen Herzögen wurden hier Pfleger eingesetzt. Von 1673 bis 1693 war es in den Händen des Johann Ignaz Freiherrn von Aham. Als weitere Besitzer sind aufzuführen Max Emanuel Graf von Aham (1709 bis 1742) und ab 1746 Josef Adam Graf von Aham. Der letzte Pfleger hieß Laurenz Keilhofer.
Mit der Übersiedlung des Gerichts nach Mattighofen im Jahre 1751 war der Untergang der Burg besiegelt. 1761 wurde sie mit Ausnahme eines Turmes abgebrochen; auch dieser wurde 1795 niedergelegt. Die Steine wurden für den Bau des St. Josef-Krankenhauses in Braunau verwendet. Der Burgplatz wurde 1831 eingeebnet. Erhalten geblieben ist die Burgkapelle neben dem Burgplatz. Diese ist, wie auf einem Stich von Michael Wening erkennbar, von der Burg durch einen Graben abgetrennt. Die zur Burg gehörenden Wiesen und Äcker wurden dem Pfleggericht Trostberg, dann dem Pfleggericht Mattighofen, 1780 dem Pfleggericht Braunau am Inn und 1810 dem Pfleggericht Mauerkirchen zugewiesen.
Heute überdeckt ein Rasen möglicherweise noch vorhandene Grundmauerreste der Burg. Die als letzter Rest einer der größten Schlossanlagen des Innviertels stehende 1711 neu gestaltete Burgkapelle steht noch heute auf dem imposanten Burghügel (Schlossberg) von Uttendorf.

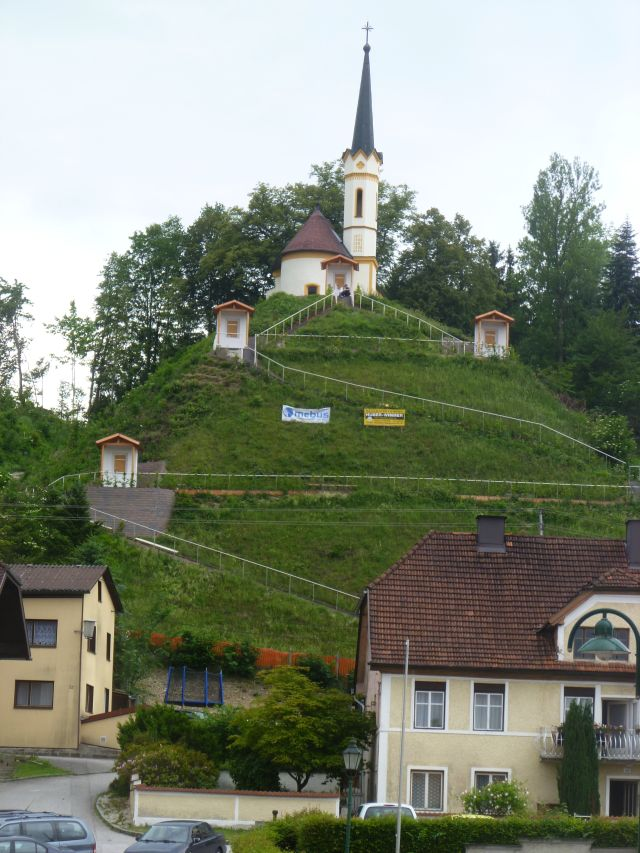
Kreuzweg mit Schlosskapelle
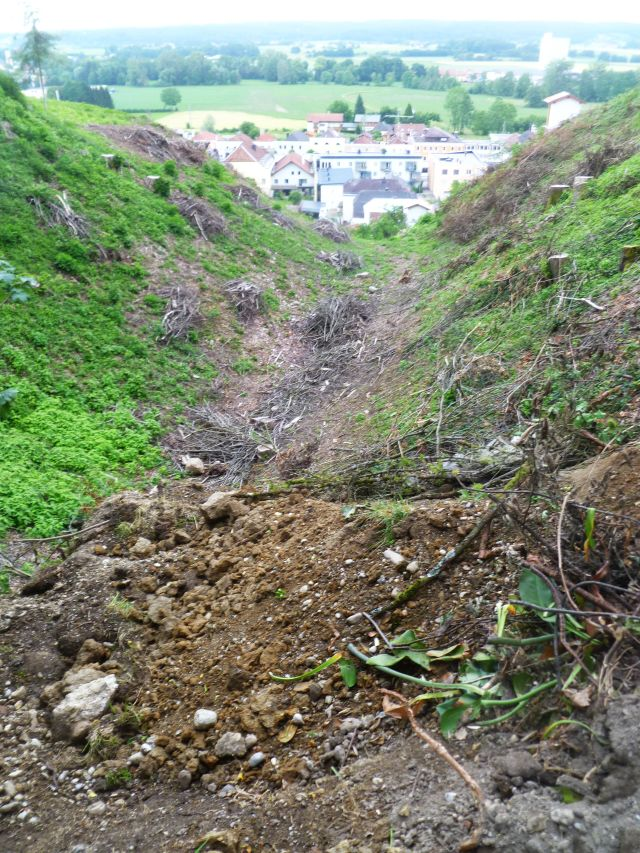
Schloss Uttendorf: Schlossgraben
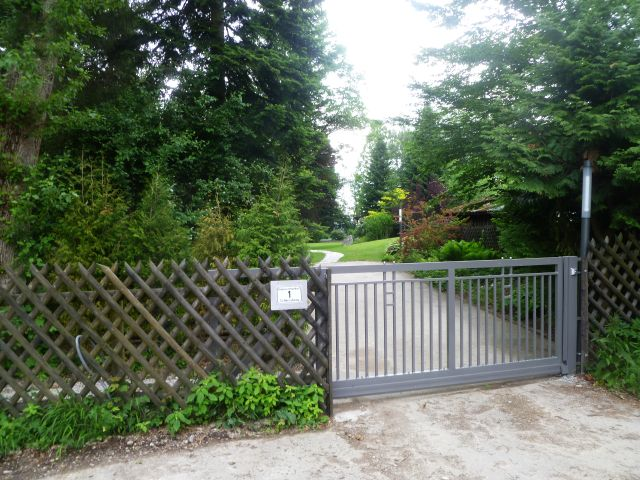
Schloss Uttendorf: Schlossplatz
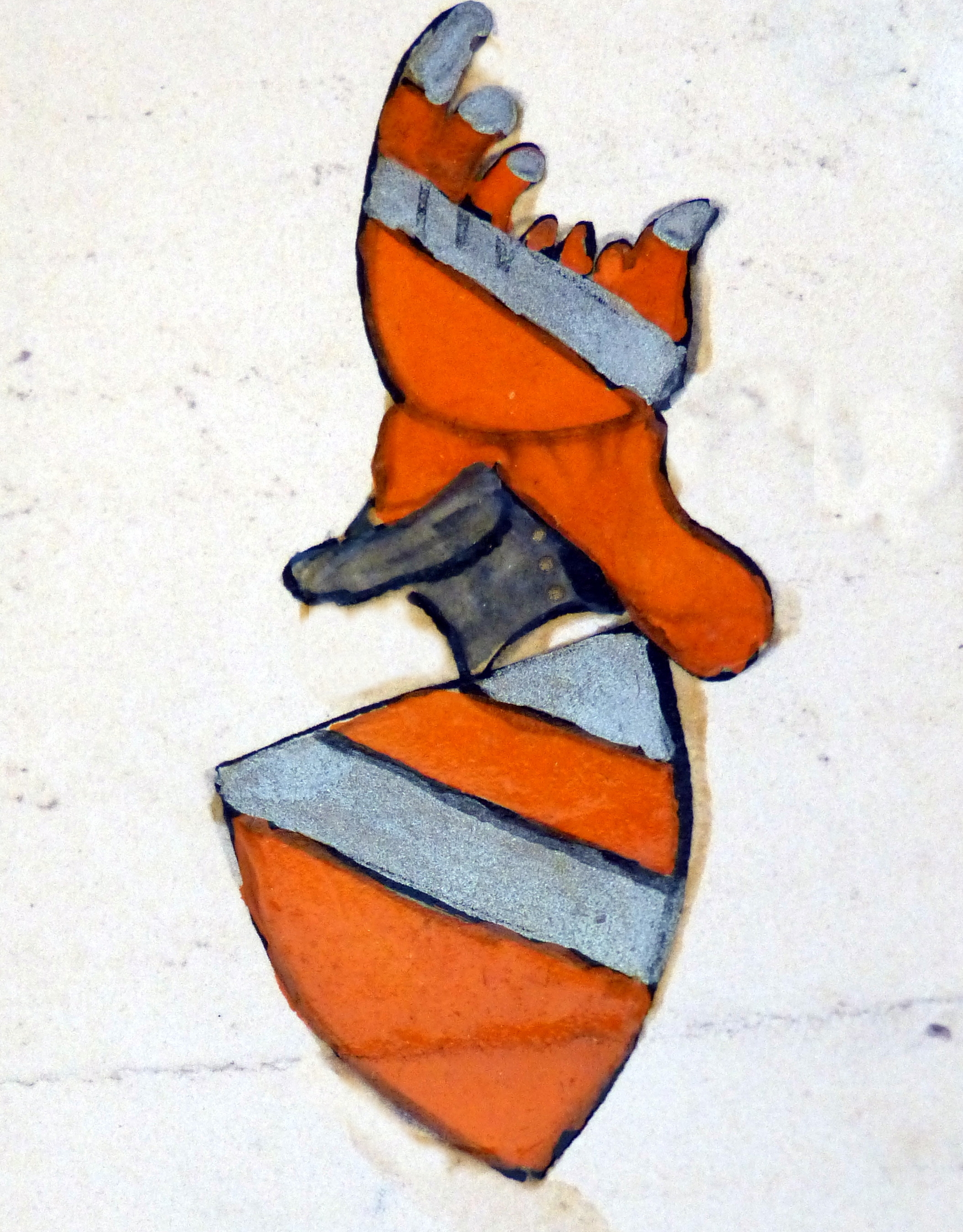
Wappen der Grans von Uttendorf